# 아그로박테리움

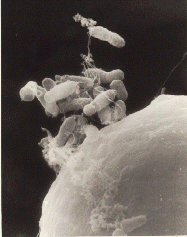

아그로박테리움(Agrobacterium)은 식물에서 종양을 유발하기 위해 수평 유전자 전달을 이용하는 H. J. 콘에 의해 확립된 음성 박테리아의 속균이다.